# São Francisco do Pará
São Francisco do Pará é um município brasileiro do estado do Pará, em sua microrregião nordeste.
Fundando a partir de uma vila chamada Vila do Anhanga que em Tupi-Guarani significa "Pedra do Diabo" se originou com a passagem da Estrada de Ferro de Bragança, que foi muito importante para o desenvolvimento das cidades da região metropolitana de Belém e nordeste paraense. Além de Anhanga, já possuiu outros dois nomes antes de ser definida como São Francisco do Pará, foram cidade de Augusto Montenegro e km 95 este último por ficar a está distância da capital do estado.

## Geografia
Localiza-se a uma latitude 01º10'10" sul e a uma longitude 47º47'43" oeste, estando a uma altitude de 39 metros. Possui uma área de 476,5 km².
Localiza-se a 85 km da capital Belém, e se situa a 20 km a Norte-Leste de Castanhal a maior cidade nos arredores.

## Demografia
Seus habitantes e/ou naturais se chamam franciscanos.
Sua população estimada em 2010  era de 15.060 habitantes, e em 2015 de 15.380 (variação de + 1,02% em 5 anos).
Pelo censo 2012 74% dos moradores se declararam católicos, e 75% eram alfabetizados.

## Turismo
As atividades de lazer e o turismo em São Francisco do Pará são representandos principalmente pelos balneários de igarapés ao redor da cidade. Destacam-se os balneários do igarapé de Pau Amarelo e o do rio Jambuaçu, muito populares sobretudo em finais de semana e nas férias escolares de julho, onde oferecem algumas atividades de lazer para as crianças, como boias de borracha, passeio de caiaque e banho de água doce.
Além destes, todos os anos acontece o  "O Povo Vai A Praça", um dos principais festivais do nordeste paraense, microrregião onde se localiza o município.

## Economia
Pelos dados de seu PIB 2012, o setor de serviços respondia por 47% da economia municipal, com movimentação de R$ 36 milhões naquele ano, seguido pelo setor público com R$ 18,3 milhões (27 %),  o agronegócio com 14% (R$ 10,4 millhões), e o setor industrial apenas produzindo R$ 3,7 milhões (5%). 

## Saúde
O município possui registrados no Datasus 11 estabelecimentos, todos de atendimento gratuito via SUS, de gestão municipal:
- 8 unidades do Programa Saúde da Família (Nova Marambaia, São Cezário, Cristo Redentor, São Francisco do Pará, Jambu Açu, São José, Vila Nova e Granja Marathon);
- 2 postos de saúde (Areial e Cipoal)
- 1 centro de saúde especial.

O município não possui Hospital Geral, unidade para atendimento urgencial/emergencial, internação ou maternidade.

## Educação
Em abril de 2015 os professores da rede municipal de educação realizaram mais de 30 dias de greve devido recusa da prefeitura e secretaria em pagar o mínimo nacional estabelecido em lei para os profissionais (Plano de Cargos, Carreira e Remuneração (PCCR) unificado).

## Administração e Política
A prefeitura de São Francisco do Pará fica situada à Pça. da Matriz, 60.  Seu número de contato para os cidadãos é 91 9944-5732.
Nas últimas eleições municipais, em 2016, foi eleito com 5.730 votos (49,86% dos votos válidos) Marcos Cesar Barbosa e Silva (Prof. Marcos) pelo PSD.
São Francisco do Pará possui uma câmara composta por nove vereadores, sendo em 2016 o mais votado Andre Casa Nova PR) eleito com 881 votos (7.65% dos votos válidos), e Amigo Italo o eleito menos votado, com apenas 291 votos (2,53% dos votos válidos).